# ОШ „Живко Љујић” Нова Варош
ОШ „Живко Љујић” Нова Варош једна је од шест основних школа на територији општине Нова Варош. Баштини традицију школе основане 1827. године.
Школа је 1957. године прерасла из четвороразредне у осмогодишњу основну школу, када и добије данашње име, по Живку Љујићу, учеснику Народноослободилачке борбе и народном хероју Југославије.
Савет за просвету, културу и физичку културу, стручне службе СО Нова Варош и представници Републичке заједнице образовања, 18. јануара 1971. године, донели су одлуку о подизању нове школске зграде на Ражиштима. Нова школска зграда отворена је 6. септембра 1975. године, која располаже са 14 кабинета, савременом фискултурном салом, два спортска полигона, библиотеком и девет помоћних просторија.